# Carcelia illota
Carcelia illota är en tvåvingeart som först beskrevs av Charles Howard Curran 1927.  Carcelia illota ingår i släktet Carcelia och familjen parasitflugor. Inga underarter finns listade i Catalogue of Life.